# Lasse Sobiech
Lasse Sobiech (Schwerte, 18 januari 1991) is een Duits voetballer die bij voorkeur als centrale verdediger speelt. Hij verruilde in 2018 FC St. Pauli transfervrij voor 1. FC Köln.

## Clubcarrière
Sobiech sloot zich op twaalfjarige leeftijd aan bij Borussia Dortmund. In 2011 werd hij voor één seizoen uitgeleend aan FC St. Pauli, dat destijds in de 2. Bundesliga uitkwam. In juni 2012 vond Borussia Dortmund in toenmalig promovendus SpVgg Greuther Fürth een nieuwe tijdelijke ploeg voor Sobiech om speelminuten te verzamelen.
In 2013 deed Dortmund Sobiech definitief van de hand aan Hamburger SV. Na amper één seizoen leende Hamburg hem al uit aan stadsgenoot St. Pauli, de club waar hij in het seizoen 2011/12 al op huurbasis had gespeeld. Op het einde van het seizoen nam St. Pauli de centrale verdediger definitief over. Sobiech speelde vervolgens drie seizoenen voor de club in de 2. Bundesliga. In 2018 stapte hij over naar 1. FC Köln, waarmee hij op het einde van het seizoen naar de Bundesliga promoveerde. Daar speelde Sobiech minder dan in het kampioenenseizoen, waarop Köln de verdediger uitleende aan de Belgische eersteklasser Royal Excel Moeskroen.

## Interlandcarrière
Sobiech kwam driemaal uit voor Duitsland -18. Hij speelde acht interlands voor Duitsland -19, waarin hij eenmaal doel trof. Sobiech speelde zestien wedstrijden in Duitsland -21, waarvoor hij twee keer scoorde.